# STAR☆ANIS

;

「STAR☆ANIS」是《偶像活動》動畫中的登場組合，與現實中的8人組合同名。
「STAR☆ANIS」是由神崎美月把自己的「Tristar」、小莓的「Soleil」、乙女的「Powa Powa Puririn」（除了詩音的自動辭退外）所合併成的新偶像團體。夏季巡演大成功後返歸日本，在豪華客輪上的秘密活動中迎接最後一場表演，然後便解散。
以下是「STAR☆ANIS」在《Aikatsu！偶像活動！角色列表》的介紹。劇中登場人物年齡隨時間軸改變，以主角星宮莓為準：第1話時為中學一年級、第26話時為中學二年級、第51話為中學三年級、第76話後為高中一年級、第127話後為高中二年級。在「STAR☆ANIS」組合中除年長一屆的美月與晚一屆的櫻外，其餘皆為同屆學生。
註：台灣引進的大型機台版本，遊戲中的角色另外採用台灣的配音，陣容與TV版本不同。

## 組合介紹
於電視動畫中第36集登場的各個組合，「Soleil」與「Tristar」的活動於第5季街機開始。

### STAR☆ANIS（スターアニス）
除了詩音的自動辭退外，由美月的「Tristar」、小莓的「Soleil」、乙女的「Powa2×PuRiRiN」所合併而成的限定8人組合。
在拍攝閃亮之星寫真集的時候，小葵被提升至STAR☆ANIS的宣傳部長。
特殊效果
- 水晶派對（Crystal Party）『クリスタルパーティー』

使用於第41、42、45集。

### Soleil（ソレイユ）
星宮莓、霧矢葵與紫吹蘭的3人組合（遊戲當中的「My Chara」可以替代小莓的位置）。在「Tristar」成立後，由學園長親自指名小莓與小葵組成的團隊，而小蘭在首次團體表演前加入。團隊「Soleil」是由三人自己所設定的名字。在小莓退學後就解散了，而在復學後也有三人同台演出，但已不被視為一個團隊。直到第87話應美月的挑戰，再次以團隊「Soleil」開始活動。於第125話表示將進行預計為期半年的全國巡迴演出。
特殊效果
- 三人之光（Triangle Light）『トライアングルライト』

使用於第9、22、33、35、54集。
- 三人陽光（Triangle Sunny Light）『トライアングルサニーライト』

### Powa Powa Puririn（ぽわぽわプリリン）
有栖川乙女、北大路櫻與神谷詩音自願組成的3人組合。結合的成因是來自「Soleil」的啟發。因為當初成立的因由不是來自學校，所來沒有實際的表演活動，實際上只是做平日3人自己喜歡活動。雖然詩音拒絕加入「STAR☆ANIS」，但仍然是成員之一。
不過，在第2季中，3人組合的知名度開始攀升，因為沒有任何競爭的其他組合，所以變成星光學園的重要支柱。「古達古達」慢步前行是一種極受粉絲歡迎的放鬆運動，除了獲得頗高的干物女偶像人氣之外，還開設「Puwa散步」的比賽節目。首經因為詩音的演員工作，而暫由小楓代替演出。
特殊效果
- 三人軟光（Triangle Powapuri Light）『トライアングルぽわプリライト』

使用於第60集。

### Tristar（トライスター）
神崎美月、一之瀨楓與藤堂百合香的3人組合（遊戲當中的「My Chara」可以替代美月的位置）。美月為了成立團隊而設立大形隊員選拔，當中包括在考試中途加入的小楓，以及在考試脫穎而出的小蘭。後來小蘭中途退出後，新的後補百合香由美月親自指名。在美月退學後，實際活動已經全面停止。團隊於第150話再度以三人組合重新開始活動。
特殊效果
- 三人星光（Triangle Shiny Light）『トライアングルシャイニーライト』

使用於第36、38、150集。

### 其他組合演出
2人至5人的其他演出組合。
特殊效果
- 完美造型（Good Coordinates Appeal）『メロディーミュージカル』

小莓+小葵+小蘭+乙女
使用於第18集。
- 甜美旋律（Melody Musical）『メロディーミュージカル』

小莓+小葵+小蘭+乙女+百合香
使用於第25、32、86集。
- 螺旋之花（Spiral Flower）『スパイラルフラワー』

小莓+小葵
使用於第31集。
乙女+小櫻
使用於第74集。
- 四人立方（Cube Quartet）『キューブカルテット』

小莓+小葵+小蘭+乙女
使用於第74集。

## 角色介紹

### Soleil（ソレイユ）
星宮莓（星宮 いちご（ほしみや いちご））
動畫故事的主角。原本是個想從母親繼承便當店的普通中學生，但看了美月的表演後，被親友葵拉進星光學園就讀，朝偶像之路邁進。參加入学考時的准考證號碼「367」，並在試鏡項目考當中使用「特殊效果」和「偶像氣場」，與葵順利通過入學試。
第一人稱『我』（私）。別府老師以「Star宮莓」作稱呼。
是一個天然呆的行動派少女，有著可愛的外表。喜歡祭典；因為擅長烹飪，所以被葵稱為「流動食譜」（歩くレシピ）。頭上的紅色蝴蝶結為其特徵。
對藝能界的事落後於時代，可算得上是毫無認識，很多時候都需要葵的解說作為幫助。
不擅長跳舞與運動，所以努力特訓。在特訓的時候，會一邊呼喊「偶・活」（アイ・カツ）。
食欲很大，而且很貪吃。在學校最喜歡的事情是吃飯，最喜歡的食物是「聖代」,「刺身」與海苔便當。無論所想或說話的時候，總是不由自主地奔出與食物有關的詞語。
有著跌倒也馬上爬起來的堅韌性格，無論任何時都一直向前衝，努力不懈的少女。被光石織姬認定是個天生的明星。另外，對於有興趣的事情很快上手。
第03集與霧矢葵進行「美月一日助手」海選的對決落敗後，因為仍然想了解美月小姐更多，所以偷偷跟蹤葵而被發現。最後跟葵一起當美月一日助手，後來發現美月的成就不是天生而是美月一直努力不懈而獲得的。
第05集與紫吹蘭選中參加Fashion Show海選，在蘭訓話下明白了Fashion Show背後還有人在努力，與蘭成為好友。
第09集首次從「Angely Sugar」的設計師手上獲得到稀有的精選卡，與葵、蘭挑戰特別海選成功，獲得首個偶像心得「歌唱」。
第13集因為在新年假期期間吃得太撐而導致肥胖，在葵與蘭的幫助下決心減肥，最終還原原來體重。
第15集與葵、蘭、乙女挑戰特別海選，最後挑戰成功，獲得偶像心得「姿容」。
第16集被選中在美月小姐的演唱會中，與她同台演出，接受引發「特殊效果」的訓練，但最後只能使出1次。
第17集在經過嚴格的訓練下，最終在首場同台表演引發極限3次「特殊效果」，可是在第2場表演卻因體力不支而只能引發2次「特殊效果」。最終，由美月小姐發動第4次「特殊效果」補救，因而讓自己更加仰慕美月小姐。
第19集在一次小火警中，得到莓幫忙的百合華與莓、葵、蘭和乙女成為好友;在「LoLi GoThiC搖滾慶典」中與百合華對決,最後落敗。
第21集與蘭、乙女、百合華參加電影「時髦怪盜‧燕尾蝶 the movie」的二人組海選，經過重重難關後，在海選後期與葵和詩音作對手演戲，最後和乙女得到電影演出權，獲得偶像心得「演技」。
第37集在美月的團隊發表會後，與葵和蘭組成新偶像團體「Soleil」。
第39集時被告知“Soleil”、神崎美月的“Tristar”與乙女的“Powa2×PuRiRiN”合併為新偶像團體“STAR☆ANIS”在全國進行巡迴演出。
第49集與葵、蘭、乙女、百合華、櫻、楓挑戰星光天后盃（スターライトクイーン）。
第50集在挑戰星光女王盃中與美月小姐進行最終對決，最後被美月打敗。抱著興奮的心態退學到美國修煉，1年後返國，並重校園（不須重讀一年）。聽說在美國磨練的期間創造了不少傳奇。
第52集在葵登台前回歸，代替葵去首次挑戰（天蝎座）「星座效果」，意外地成功。
第64集參加「福女大戰」獲得自己的星座精選卡（雙魚座），並成功引發雙魚座「星座效果」，令偶像氣場進化。
第76集與葵、蘭、乙女、百合華、楓與詩音升高中部，參加高中部入學式後受到學園長委託與葵、蘭擔任本校全國巡迴試鏡入學考試的評審委員，在最後一場試鏡中讓大空明及格。
第79集與星羅組成二人組合，並決定參加夥伴杯。
第94集與星羅正式組成二人組合「2wings」。組合名稱的意思為「兩隻翅膀」。
劇場版在「大星宮草莓祭」成功後，偶像活動排行榜的排名超越美月升上第一名，成為真正的頂級偶像。
特殊效果
- 閃亮甜心（Cute Flash）『キュートフラッシュ』

使用於第1、16、17、62、77、80集。
- 甜心之箭（Angel Arrow）『エンジェルアロー』

使用於第16、17、19、24集。
- 精選甜心之箭（Premium Angel Arrow）『プレミアムエンジェルアロー』

使用於第28、50集。
- 閃亮滑冰（Cool Flash）『クールフラッシュ』

使用於第17集。
- 快速效果（Quick Appeal）『クイックアピール』

使用於第27、28集。
- 動物風格（Animal Style）『アニマルスタイル』

使用於第63、65集。
星座效果
- 熱情節拍（Passion Beat）『パッションビート』

使用於第52集。
- 雙人熱情節拍（Passion Beat Duo）『パッションビート DUO』

使用於第53集。
- 精選甜心之箭（Premium Angel Arrow）『プレミアムエンジェルアロー』

使用於第64、69、82集。
霧矢葵（霧矢 あおい（きりや あおい））
莓的同班同學，也是她中學以前的好朋友。
第一人稱『我』（私）。被莓的親密朋友稱為「偶像博士」，是一個有教養的酷炫追星族女孩。別名的由來是因為靈通藝能界的各種新聞與消息，並且擅長把偶像的資料分析一遍。
在接觸到新奇刺激的事物時，便會說出「一點也不平靜」,「真是不簡單」（穏やかじゃないわね）的口頭禪。
因為小時候受到嚴格的訓練，所以在考試測驗常獲得第1名，有著不錯的體能，是一個精通各樣技能的少女。在演技方面有較為精長。特技是「過目不忘」。
喜歡的食物是「三明治」，討厭太熱的食物。
被「FUTURING GIRL」的設計師稱為「品牌知音」。
第01集因為對偶像活動興趣濃厚，所以引誘莓一起入讀星光學園，兩人通過考試，與莓成為室友。
第02集與莓因「美月一日助手」海選而對決，最後獲勝。
第03集被莓跟蹤，在一日完結後發現美月的成就不是天生而是美月一直努力不懈而獲得的。
第07集參加第14代的「Pop Girl」海選，很想在海選中勝過蘭而誤信「閃亮星光網」的資料。後來，發現自己太過執著而忽視為莓打氣，最後使用直人所給予的「FUTURING GIRL」衣服卡片與感受到莓的打氣下，最終獲勝。
第09集從「FUTURING GIRL」的設計師手上獲得到稀有的精選卡，與莓、蘭挑戰特別海選成功，獲得首個偶像心得「歌唱」。
第14集競逐「淘氣刑警3」的演員角色，與神谷詩音通過選拔，主演其中一個人氣主角的後輩角色。
第15集與莓、蘭、乙女挑戰特別海選，最後挑戰成功，獲得偶像心得「姿容」。
第21集客串聯合演出電影「時髦怪盜‧燕尾蝶 the movie」的二人組海選，在海選後期與莓和乙女作對手演戲，最後額外獲得偶像心得「演技」。
第37集在美月的團體發表會後，與莓和蘭組成新偶像團體「Soleil」。
第39集時被告知“Soleil”、神崎美月的“Tristar”與乙女的“Powa2×PuRiRiN”合併為新偶像團體“STAR☆ANIS”在全國進行巡迴演出。
第40集獲得第2套精選卡。
第51集在莓去美國期間，被邀請擔任「淘氣刑警」的電影女主角，也參加過星光天后盃。另外，因為夢想學園的崛起，星光學園的情況一片狼藉，所以學園長希望她代表星光校園挑戰「星座效果」。可是後來知道，如果自己表演失敗，引發不了「星座效果」，學園長將會辭去當任職務，因此感到無比壓力。
第52集在各種考慮下，讓莓代替自己上挑戰「星座效果」，認為莓是最適合的人選。
第59集協作連續劇「流行巧克力偵探」的海選，與星羅、紀伊被選中擔任劇中的角色。
第71集受到「FUTURING GIRL」的委托，首個穿上本品牌本星座精選卡（水瓶座）挑戰「星座效果」的人。對於自己的能力有所懷疑，並欠缺信心。在堤亞拉學園長的提醒下，認清自己的存在宛如「水」一樣，在大家鼓勵下成功引發「水瓶座」的星座效果。
第79集與紀伊組成二人組合，並決定參加夥伴杯。
在第90集演出「FUTURING GIRL」MV
特殊效果
- 宇宙展示（Cosmo Show Time）『コスモショータイム』

使用於第24集。
- 精選宇宙展示（Premium Cosmo Show Time）『プレミアムコスモショータイム』

使用於第40集。
- 閃亮滑冰（Cool Flash）『クールフラッシュ』

使用於第56集。
- 快速效果（Quick Appeal）『クイックアピール』

使用於第27、28集。
星座效果
- 精選宇宙展示（Premium Cosmo Show Time）『プレミアムコスモショータイム』

使用於第71集。
紫吹蘭（紫吹 蘭（しぶき らん））
莓與葵的同班同學。
第一人稱『本人』（あたし）。
是莓和葵的同級好友，有著大姐姐性格的傲嬌少女。
已有15年的專業偶像經驗。在未入讀星光學園之前，在小時候已經是童星，進出藝能界，所以有著非常專業的態度。
因為好友真子的退學而關閉自己的心扉，平日多是獨來獨往，在參加天橋海選一事之後，便放開過去，與莓、葵成為不可分割的好朋友。
小時候曾經擔任男模特兒而被別人誤會自己是男生，後來偶然遇到了「SPICY AGEHA」服裝，覺得十分適合自己，所以便一心想成為該品牌的代言人。
對零食有著特別癖好，不吃帶糖份的西式糖果，喜歡日式的小食。偏愛紫菜、小魚乾、海苔與煎餅，也是日常充電來源。還有喜歡吃小番茄，偏愛把喜歡的食物留待最後享用。
極之迷戀「艾比邦」（えびポン）吉祥物。曾經因被抽中得到「艾比邦」的専属PR娃娃，而被揭露自己是「艾比邦」的超級粉絲。
別名是「美麗之刃」（美しき刃）。被人叫作「小蘭」（蘭ちゃん）的時候，會感到害羞，所以不喜歡別人這樣稱呼。在特別海選的體力訓練時，被莓與葵稱為「魔鬼教練」。
一直積極努力想成為喜愛的服裝公司「SPICY AGEHA」的代言人，終於在三年級時實現了。
第21集與莓、乙女、百合華參加電影「時髦怪盜‧燕尾蝶 the movie」的二人組海選，經過重重難關後，在海選後期與葵和詩音作對手演戲，最後雖然不被獲選，卻獲得了偶像心得「演技」。
第23集在「SPICY AGEHA」的専属專屬代言人選舉中，被自己所憧憬而存在的對手新城繪麻打敗。在天穚海選落敗不久，被學園長訓話「繆斯的真正意義」，為畢業生演出天穚表演。在最後的學園畢業禮中祝賀繪麻，並宣言「會超越給妳看」（越えてみせる）。
第35集在美月「TriStar」的成員選拔，最後的試鏡中，被選中成為最後一名「TriStar」的成員。
第37集在「Soleil」首場亮相表演前脫離「TriStar」，與莓和葵組成「Soleil」3人團體。
第39集時被告知“Soleil”、神崎美月的“Tristar”與乙女的“Powa2×PuRiRiN”合併為新偶像團體“STAR☆ANIS”在全國進行巡迴演出。
第51集在莓去美國的期間，最終成為服裝公司「SPICY AGEHA」的專屬代言人。
第57集獲得自己的星座禮服（獅子座），並成功引發「獅子座」的星座效果。
第79集與空組成二人組合，並決定參加夥伴杯。
特殊效果
- 蝴蝶魅惑（Butterfly Flip）『バタフライフリップ』

使用於第24集。
- 精選蝴蝶魅惑（Premium Butterfly Flip）『プレミアムバタフライフリップ』

使用於第23集。
- 快速效果（Quick Appeal）『クイックアピール』

使用於第27、28集。
星座效果
- 精選蝴蝶魅惑（Premium Butterfly Flip）『プレミアムバタフライフリップ』

使用於第57、67集。

### Powa Powa Puririn（ぽわぽわプリリン）
有栖川乙女（有梄川 おとめ（ありすがわ おとめ））
於街機第二波登場，動畫則是第10集登場。與莓不同班的同年級生。形象設定在OP1中短暫出現。
星光學園中學部1年級學生→2年級學生（第26話開始）→3年級學生（第51話開始）→高中部1年級學生（第76話開始）→高中部2年級學生（第127話開始）、超天然少女100％偶像。性格超級天然單純，容易受事物感動，在廣告與服裝比賽有豐富的經驗。
一人稱是『乙女』（おとめ）。
橘黃色頭髮。第17屆全國流行女孩大賽大獎得主，並成為「Pop'n PopCorn」等熟悉廣告的代言人。
對可愛的物品（比方說彩虹、貓與甜食）不能自拔，最喜愛的食物是「爆米花」，但吃完後也會狂做運動減少卡路里。
口頭禪是「LOVE YOU！」。對喜歡的事物不其然說出「LOVE YOU」的習慣，當向對方致謝的時候，便會說出「Peko Peko Rin」（ペコペコリーン），喜歡說著獨特語言的傾向。
同時，亦是一個勤奮的人，因為對台前演出有所恐懼，所以總是在別人看不到的地方努力練習。在學校的時候，特別喜歡親近莓，並為她送上「Pop'n PopCorn」。雖然是饕餮，卻不遜色於莓，而且心腸軟更容易感動流淚。
第10集為了觸摸彩虹而不慎跌入噴水池，與莓他們相遇。
第38集時與櫻和詩音組成新偶像團體「Powa Powa Puririn」。因為小莓的Soleil、美月的Tristar的組合結成而觸發成立屬於自己的團體，自發組成的組合。由小櫻命名為「Powa Powa Puririn」，並邀請詩音加入其中，自己卻變成組合的領導者。
第39集時被告知「Soleil」、神崎美月的「Tristar」與乙女的「Powa2×PuRiRiN」合併為新偶像團體「STAR☆ANIS」在全國進行巡迴演出。
第51集在美月退出學園後的隔年成為新的「Starlight Queen Cup」優勝者。在美月離開後，成為下一任星光天后盃的贏家，從以前美月城堡變成「乙女宫殿」，改名後入住其中。
家中經營幼稚園。
特殊效果
- 精選七彩糖果（Premium Candy Rainbow）『プレミアムキャンディーレインボー』

使用於第15集。
- 快速效果（Quick Appeal）『クイックアピール』

使用於第27集。
星座效果
- 精選七彩糖果（Premium Candy Rainbow）『プレミアムキャンディーレインボー』

使用於第83集。
北大路櫻（北大路 さくら（きたおおじ さくら））
街機與動畫第四波登場。形象設定在OP1中短暫出現。
星光學園中學部1年級學生（第26話開始）→2年級學生（第51話開始）→3年級學生（第76話開始）→高中部1年級學生（第127話開始）。
喜歡的食物是和菓子、抹茶。討厭辛辣的食物。特技是本人曰：「沒什麼特別的…」（とくに何も…），曾經學過日本舞伎與舞蹈、並帶有書法的基礎。
第一人稱『我』（わたくし）。當稱呼別人為『〇〇（名字）大人』。
有著高雅、文靜的性格。髪型的特徵為向內彎曲的粉紅色及肩短髮，並帶有花朵作頭飾。對自己最重要的物品是花的飾物。在平常的日子都是以學習禮儀為主。因為祖父曾經教導美月日本舞蹈，因為這個緣故而跟美月互相認識。自從聽過美月唱歌後，由原本想成為歌舞伎演員轉為以成為偶像為目標。
家族有著歌舞伎演員的血統，祖父屬國寶級人類、父親與雙胞胎哥哥・左近（さこん）也是有名的歌舞伎演員。自幼開始便學習舞伎與舞蹈，因為出身於藝能世家並且集口各種技能於一身，所以在入學前已經算是被受注目的歌舞伎偶像。平常非常注重禮節，他們的家族血統就是每逢情緒高漲時，突然地出現聚光燈，並且轉換成為歌舞伎的腔調，然後開始演繹「北大路劇場」 。所有北大路家的成員都是這個樣子。
在『緊貼!偶像公主殿下!』節目中，曾表示家裡庭院的水池裡都是她的鯉魚朋友，並介紹牠們的名稱和飼養方法。那些鯉魚的名字分別是鯉一、鯉二、鯉三、鯉四、鯉五等等，而蘭則曰：「這跟沒有改名沒有分別」。
在小時候，在一次無法忍受寂寞而讀到『Aurora Fantasy』的設計師，便愛上Green．Glass的繪本，曾經為此寫信給『Aurora Fantasy』的設計師卻頗長也沒有收到回信。
與夢想學園的姬里麻利亞同是大小姐系少女，所以有著相同愛好的樣子。
第26集時入讀星光學園的中學部新生。在入學時，由小莓成為自己1年級生的培訓師，是小莓的後輩。
第30集在乙女與小葵的增援下，終於可以跟Green．Glass的設計師聯絡，取得精選卡片。
第38集時與乙女和詩音組成新偶像團體「Powa Powa Puririn」。因為小莓的Soleil、美月的Tristar的組合結成而觸發成立屬於自己的團體，自發組成的組合。
第39集時被告知「Soleil」、神崎美月的「Tristar」與乙女的「Powa2×PuRiRiN」合併為新偶像團體「STAR☆ANIS」在全國進行巡迴演出。
第68集為了幫助麻利亞與Green．Glass取得精選卡片的聯絡方法，而招待麻利亞到府上幫忙。
第69集真理亞在大宅中搞派對，與莓等人被邀請參與其中，並交流「Aurora Fantasy」的話題。
第124集成為新的「Starlight Queen Cup」優勝者。
特殊效果
- 精選甜心花環（Premium Around bouquet）『プレミアムアラウンドブーケ』

使用於第30集。
- 快速效果（Quick Appeal）『クイックアピール』

使用於第27集。
童話效果
- 甜心花環（Around bouquet）『アラウンドブーケ』

使用於第124集。

### Tristar（トライスター）
神崎美月（神崎 美月（かんざき みづき））
在第一部故事中就讀於星光學園的學生，比莓大一屆的學姊。是學園中人氣和實力排名第一的當紅偶像，也是小莓所憧憬的目標。
有著小學以來的豐富經歷作為其他學生的榜樣，表面上天生麗質但私下是個努力家。時常展露不滅的優雅笑容，是一個親切的偶像。相當看好小莓。曾與小櫻的祖父學習日本舞。
中學三年級時創設以她量身打造的新服裝品牌「LOVE QUEEN」，第二季時更名為「LOVE MOONRISE」。
在故事前期不是街機主要玩家，第六彈期間為選用角色，直到於2014年第四彈復活前之間使用需解鎖。
第33集時開始以自己為中心的三人新偶像團體「Tristar」的選拔，由一之濑枫和紫吹蘭勝出，但由於小蘭的退出由百合香頂替。
第40集時與小莓的「Soleil」和乙女的「綿綿布丁」暫合併為「STAR☆ANIS」作夏季巡迴活動。
第50集拿下第三次「Starlight Queen Cup」優勝後突然宣布離開星光學園。
第51集（高中一年級時）似乎受邀加入夢想學園。在第63集告知小莓她們自己加入夢想學園的事和理由。在第66集最後也離開夢想學園。
第75集在神崎美月演唱會中成功引發處女座「星座效果」，成為首個復出表演。
第78集表明已建立屬於自己的事務所，並以「WM(Double M)」組合參加伙伴盃。
第六波街機期間曾為主要玩家，在退學後角色選擇便被除下；於2014年第4彈復活。
藤堂百合華（藤堂 ユリカ（とうどう ユリカ））
在香港播放動畫前，香港官網的譯名為藤堂由莉加，但後來跟隨動畫更換為藤堂百合香；台灣方面則一律譯作「百合華」。
街機與動畫第三波登場。於動畫中，第19集登場。形象設定卻在OP1中短暫出現。
與乙女同班的學生（與莓不同班）。有著銀色卷髮的雙馬尾少女。
綽號是「吸血鬼藤堂百合香大人」。
自我設定是「吸血鬼與人類所生的混血少女，大約600歲，有著永恆的生命，正在尋找相伴自己僕人的吸血鬼後裔」。有著不可侵犯的神秘人物。為了塑造吸血鬼的形象，時常帶備黑色遮陽傘，裝作害怕銀制飾品，不吃飯而只喝玫瑰花茶當正餐（非常留意飲食習慣，在不同場合會以青汁和番茄汁作為代替）等等的認定。
常用台詞是「你是否喜歡給百合華大人吸血」。
甚至連周遭設計也十分嚴格，如房間仿照歐化設計，並放置棺材床等等。並認定母親是吸血鬼「卡米拉」（カーミラ）。
在實際上的私下形象是，帶眼鏡，並且不會束綁頭髮，是一位性格成熟文靜的少女。因為喜歡少女漫畫『吸血鬼戀人』，所以自從遇上以哥德羅莉為主調的時裝品牌「LoLi GoThiC」後，便深深被它吸引而成為這品牌的粉絲，並飾演「卡米拉」的吸血鬼后裔這角色。
只有與小莓相處的時候，時常遺忘自己是「卡米拉」的吸血鬼后裔的設定而露出破綻，變回原來的自己。因為自己是運動苦手而常常以吸血鬼不善於野外訓練的設定為理由而在旁偷懒。
唯一與吸血鬼認定相違的是她愛好大蒜拉麵。
第19集與小莓參加「LoLi GoThiC」的搖滾慶典海選，而最後獲勝。
第20集儘管吸血鬼的形像已被小莓揭露了，但依舊在學校飾演吸血鬼的角色。後來私下形象不小心被週刊雜誌拍到而成為醜聞，心情一度低落，不過受到小莓等人的鼓勵下，從設計師手上獲得「LoLi GoThiC」的精選稀有卡，而安然渡過難關。
第38集雖然曾參加「Tristar」的考試可惜最終失敗，在小蘭退出「Tristar」後，由美月親自指名成為「Tristar」的成員之一參與活動。
第49集在舉行星光女王盃（スターライトクイーンカップ）的時候，仍然在「Lari Relais Rock Festival」中演出，還有進行被稱為黑暗彌撒等活動。
第79集與楓組成二人組合，並決定參加夥伴杯。
第89集中獲得了摩羯座星座禮服，並展示出星座魅力秀。
特殊效果
- 時鐘把戲（Clock Circus）『クロックサーカス』

使用於第19集。
- 精選時鐘把戲（Premium Clock Circus）『プレミアムクロックサーカス』

使用於第20集。
- 快速效果（Quick Appeal）『クイックアピール』

使用於第27集。
星座效果
- 精選時鐘把戲（Premium Clock Circus）『プレミアムクロックサーカス』

使用於第89集。
一濑楓（一ノ瀬 かえで（いちのせ かえで））
街機與動畫第五波登場。第33集登場。形象設定卻在OP1中短暫出現。
從美國返回日本的美國日僑，與苺同屆。
是自家公司其下連鎖餐飲「楓壽司」的指定代言人，以「Yes！楓壽司」為口號作宣傳。從小時候開始已經出現「楓壽司」的廣告，所以在美國相當知名。在「偶像成功之路」的電視節目中，以美國超級偶像的身份成為兒童俱樂部的成員之一。
在超人氣節目綜藝節目「金槍魚府第」及電視台休息區中，也會去「開張!楓壽司」的專屬攤位兼差。
性格熱情奔放，很喜歡讓別人開心，所以對魔術表演與踢踏舞十分熱衷。
自從小時候發現「MAGICAL TOY（マジカルトイ）」的卡片就愛上了這個品牌，於是便尋找該品牌的設計師，並獲得精選卡。
於漫畫『アイカツ! Secret Story』中，可以得知楓有時候會回去美國，在第80集百合華指出是知的。
第33集因為聽聞美月組成三人組合而進行成員選拔，為了趕上選拔因此自費大量資金進行大規模返國活動。成功通過選拔考試，成為「Tristar」的其中一員。
第42集對莓指從小被爸爸安排偶像活動覺得這樣不是真正的偶像，覺得身邊的人都十分努力，而想努力過身邊的人，周邊的人則覺得楓十分瘋狂，因為楓不用努力就過得很好。
第60集代替詩音，與乙女・櫻一同出現「PowaPowa PuRiRiN」的時裝表演，被乙女與小櫻稱為「PowaPowaPuRiRiN的名譽會員」。
特殊效果
- 精選魔術寶箱（Premium Trick Toy Box）『プレミアムトリックトイボックス』

使用於第34集。

## 真實團隊

### 概要
在大型街機・動畫『星夢學園』中，負責擔任抽曲演唱的偶像團體。
「STAR☆ANIS」的初期成員原是秋葉原「Live Bar」中的「Dear Stage」員工，後來更結合成為商店型的偶像組合，隨著『星夢學園』的上畫，成員不斷出席相關的活動。
在『星夢學園』中登場後一炮而紅，雖然只是負責配唱的部份而並非普通的人物配音。於第1季，「STAR☆ANIS」之各個成員分別對應於『星夢學園』中不同的角色。由於第2季的新角色加入，有些成員更擔任2個角色的配唱。
「STAR☆ANIS」的初期，只有わか（若歌）・すなお（順央）・ふうり（楓裏）・りすこ（里須子）
4名成員。隨著劇中新角色的登場而增加成員，包括乙女歌唱配音・れみ（玲實）、百合香歌唱配音・もえ（萌）、小櫻歌唱配音・えり（繪理）、小楓歌唱配音・ゆな（有菜）的加入，以上的8位便是STAR☆ANIS的正規成員。於2013年12月28日活動結束後，すなお（吉河順央）與もえ（山崎萌）畢業，「STAR☆ANIS」團隊由8人減至6人。雖然2人已經畢業，但在早期仍然擔任第二季動畫的配唱，但在第二季動畫後期就沒有擔任動畫的配唱。
2014年3月31日，官方在Twitter公佈STAR☆ANIS的新成員，新成員是夏樹未來歌唱配音・もな（萌菜）和大空明歌唱配音・るか（瑠香）。

### 成員
現時成員
- わか（霧島若歌）：星宮莓
- ふうり（上花楓裏）：霧矢葵／音城星羅／夏樹未來(後期)
- りすこ（笹鎌里須子）：神崎美月
- れみ（美谷玲實）：有栖川乙女／藤堂百合香（後期）／藤原雅
- えり（愛野繪理）：北大路櫻／姬里真理亞／風澤空（後期）／栗此音
- ゆな（市倉有菜）：一之瀨楓／冴草紀伊／紫吹蘭（後期）／神谷詩音
- るか（遠藤瑠香）：大空明

初期成員
- わか（霧島若歌）：星宮莓
- ふうり（上花楓裏）：霧矢葵／音城星羅／夏樹未來(後期)
- すなお[13]（吉河順央）：紫吹蘭／風澤空
- りすこ（笹鎌里須子）：神崎美月

追加成員（2013）
- れみ（美谷玲實）：有栖川乙女／藤堂百合香（後期）／藤原雅
- もえ[13]（山崎萌）：藤堂百合香
- えり（愛野繪理）：北大路櫻／姬里真理亞／風澤空（後期）／栗此音
- ゆな（市倉有菜）：一之瀨楓／冴草紀伊／紫吹蘭（後期）／神谷詩音

追加成員（2014）
- もな（巴山萌菜）[13]：夏樹未來／冰上菫
- るか（遠藤瑠香）：大空明

特別成員
- ゆにこ（森下結丹子）：三輪光
- えいみ（成瀬瑛美）：星宮鈴語
- りさ（相沢梨紗）：光石織姫
- ねむ（夢眠Nemu）：顧比

### 主題曲
「ヒラリ／ヒトリ／キラリ」（第41 - 42、45話）
作詞 - 只野菜摘
作曲、編曲 - 帆足圭吾（MONACA）
主唱 - STAR☆ANIS（8人合唱）

## 外部連結
- （日語）《Lantis STAR☆ANIS》官方網站（页面存档备份，存于）
- （日語）《STAR☆ANIS》公式情報的X（前Twitter）
- （日語）《STAR☆ANIS成立》遊戲網站（页面存档备份，存于）